# Стоукс, Адриан Скотт
Чарльз Адриан Скотт Стоукс (англ. Adrian Scott Stokes; 23 декабря 1854, Саутпорт — 30 ноября 1935, Лондон) — британский художник-пейзажист. Супруг художницы Марианны Стоукс.

## Биография
Родился в 1854 году в Саутпорте, Ланкашир, в зажиточной семье. В юности работал торговцем в Ливерпуле, где его художественный талант был замечен художником Джоном Гербертом, который посоветовал ему представить свои рисунки в Королевскую академию. Благодаря представленным рисункам, Стоукс в 1872 году поступил в школу живописи при Королевской академии, а с 1876 года участвовал в академических выставках.
В том же году отправился во Францию, где посетил Париж, Фонтенбло (пригород Парижа) и Барбизон. Во Франции Стоукс был впечатлён творчеством художников-пейзажистов, работавших на пленэре, в особенности Жюля Бастьена-Лепажа. С тех пор он писал преимущественно пейзажи, в которых чувствовалось влияние Бастьен-Лепажа и художников-барбизонцев, однако иногда обращался также к портретам и жанровым сценам.
В 1884 году Стоукс женился на австрийской художнице Марианне Прейндлесбергер (1855–1927), с которой познакомился на плэнере в городе Понт-Авене. Он поощрял занятия жены живописью, что было сравнительной редкостью в то время, в результате чего она достигла известности уже в бытность Марианной Стоукс. Лето 1885 и следующего 1886 года Стоуксы провели в Скагене, приморском городке на севере Дании где базировалась известная «колония» художников-пейзажистов (Скагенские художники). Там Стоуксы сблизились, в частности, с Микаэлем и Анной Анкерами. В 1886 году, проведя предыдущие десять лет в основном за границей, Стоукс с супругой вернулись в Великобританию, где поселились в Корнуолле, где также существовала влиятельная «колония» пейзажистов.
Из Корнуолла Стоуксы нередко совершали путешествия в континентальную Европу, в частности, в австрийский Тироль, горные пейзажи которого нравились Марианне Стоукс. В 1905 году художники посетили Венгрию и Словакию (в то время в составе Австрии).
Творчество мистера и миссис Стоукс было признано критиками и коммерчески успешно. Картины Адриана Стоукса получили награды на ежегодном Парижском салоне и на Всемирной выставке в Чикаго (1893), а сам он был избран членом-корреспондентом (1909) и академиком (1919) Королевской академии художеств в Лондоне, действительным членом, а затем и вице-президентом (1932) британского Королевского общества акварелистов.
Адриан Стоукс скончался в 1935 году в Лондоне, пережив свою супругу на восемь лет. Оба были похоронены на лондонском католическом кладбище Мортлейк, так как Марианна была набожной католичкой. В газете «The Times» был опубликован некролог в память о художнике.

## Галерея

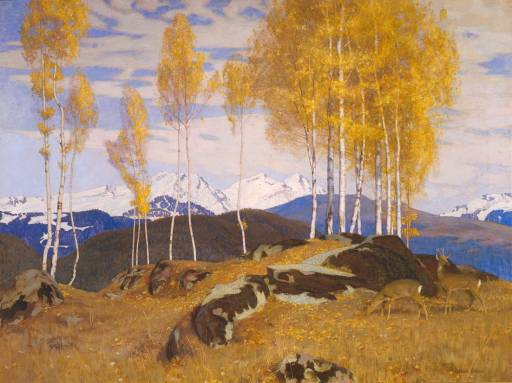
Осень в горах
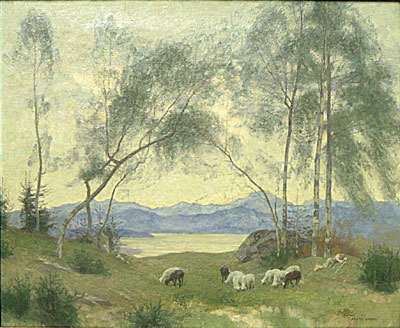
Рассвет
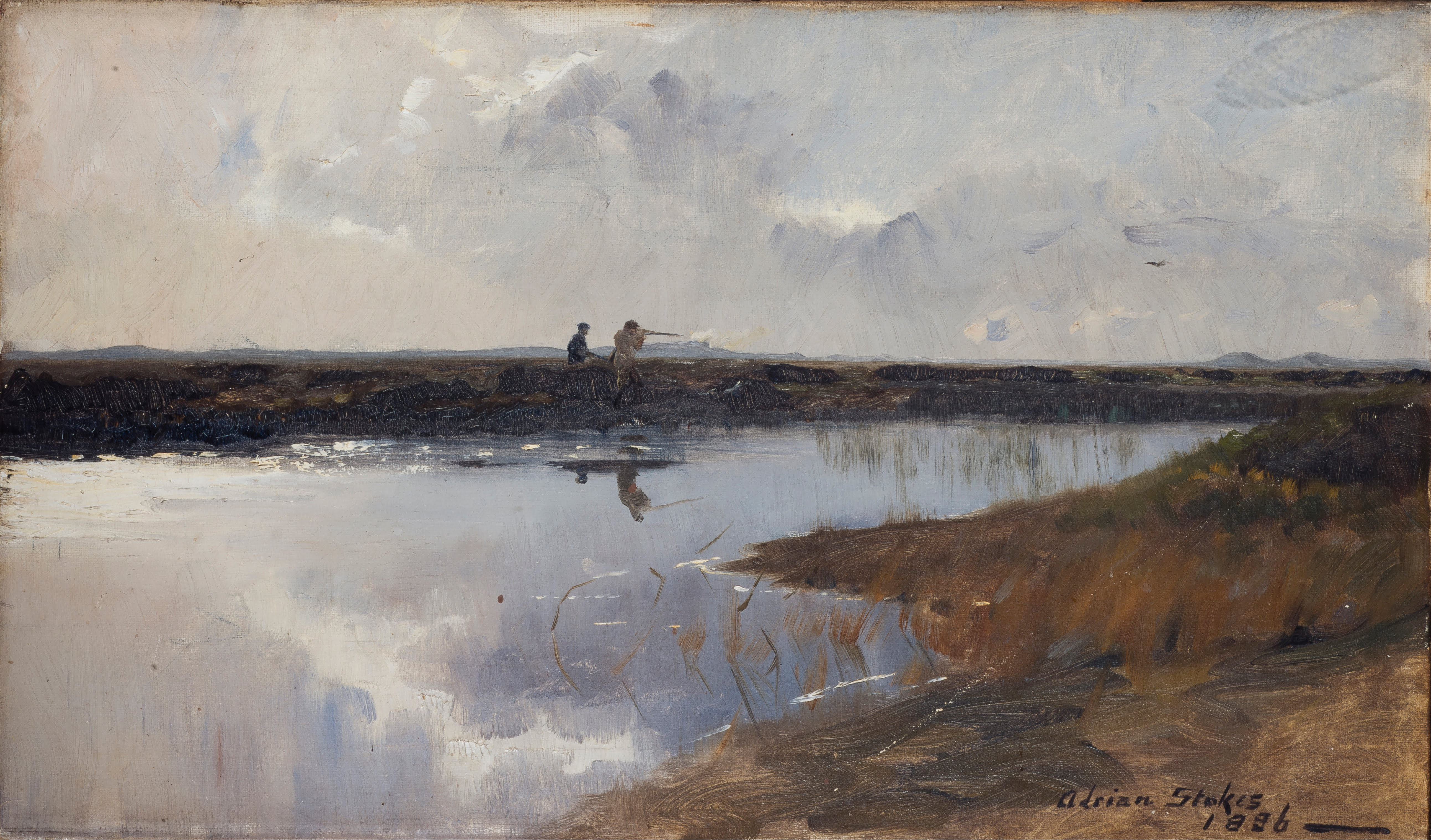
Охотники на болотах к северу от Скагена
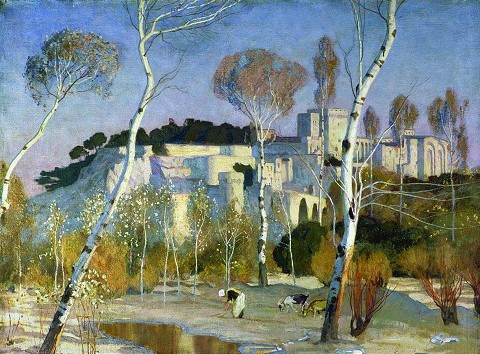
Папский дворец в Авиньоне
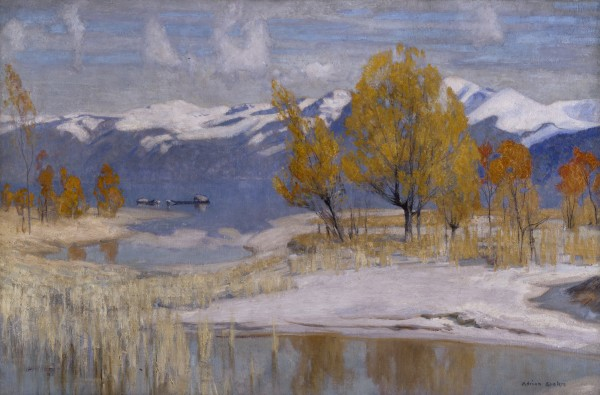
Лаго-Маджоре
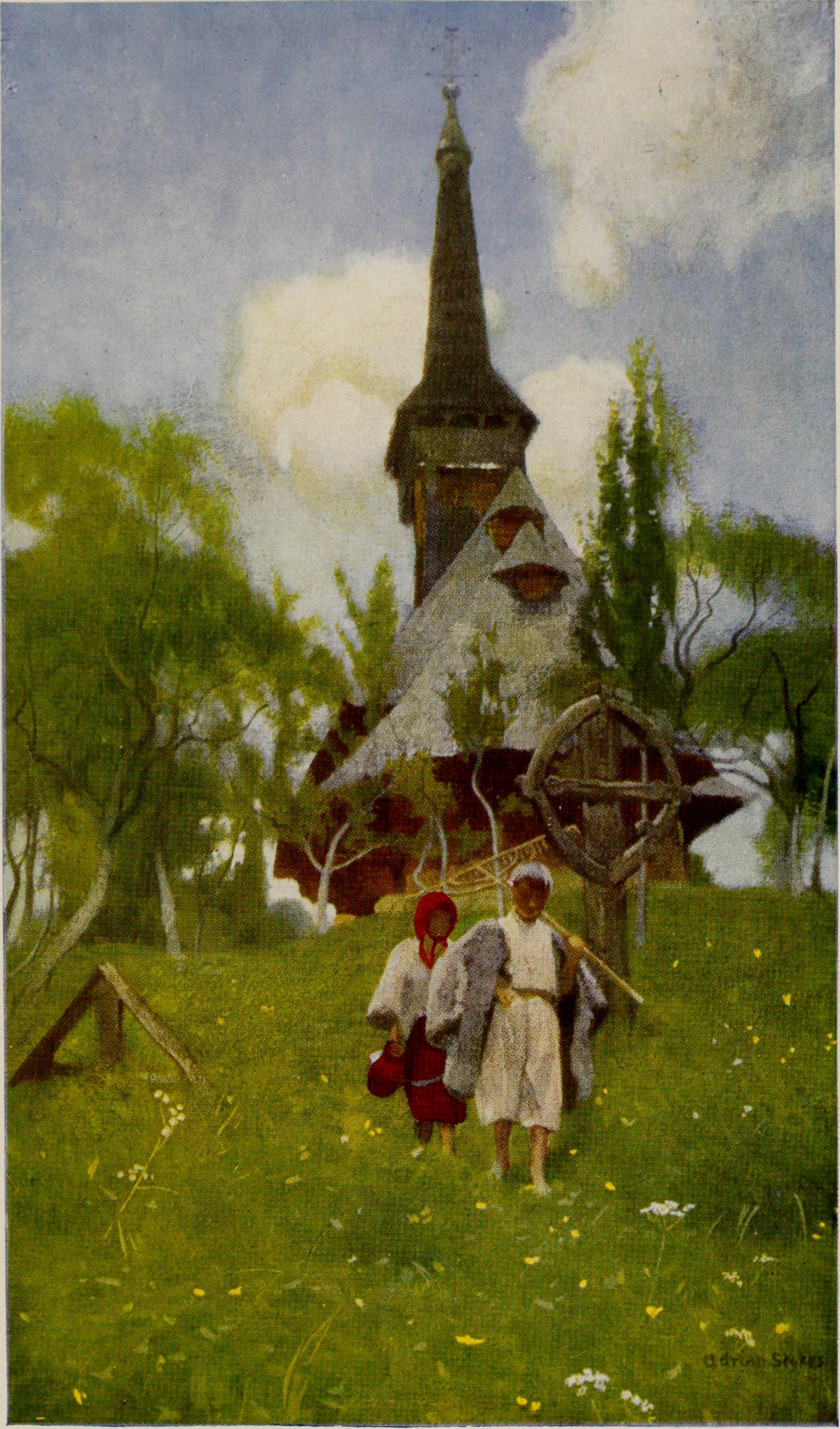
Деревянная церковь в Венгрии (в Закарпатье?)
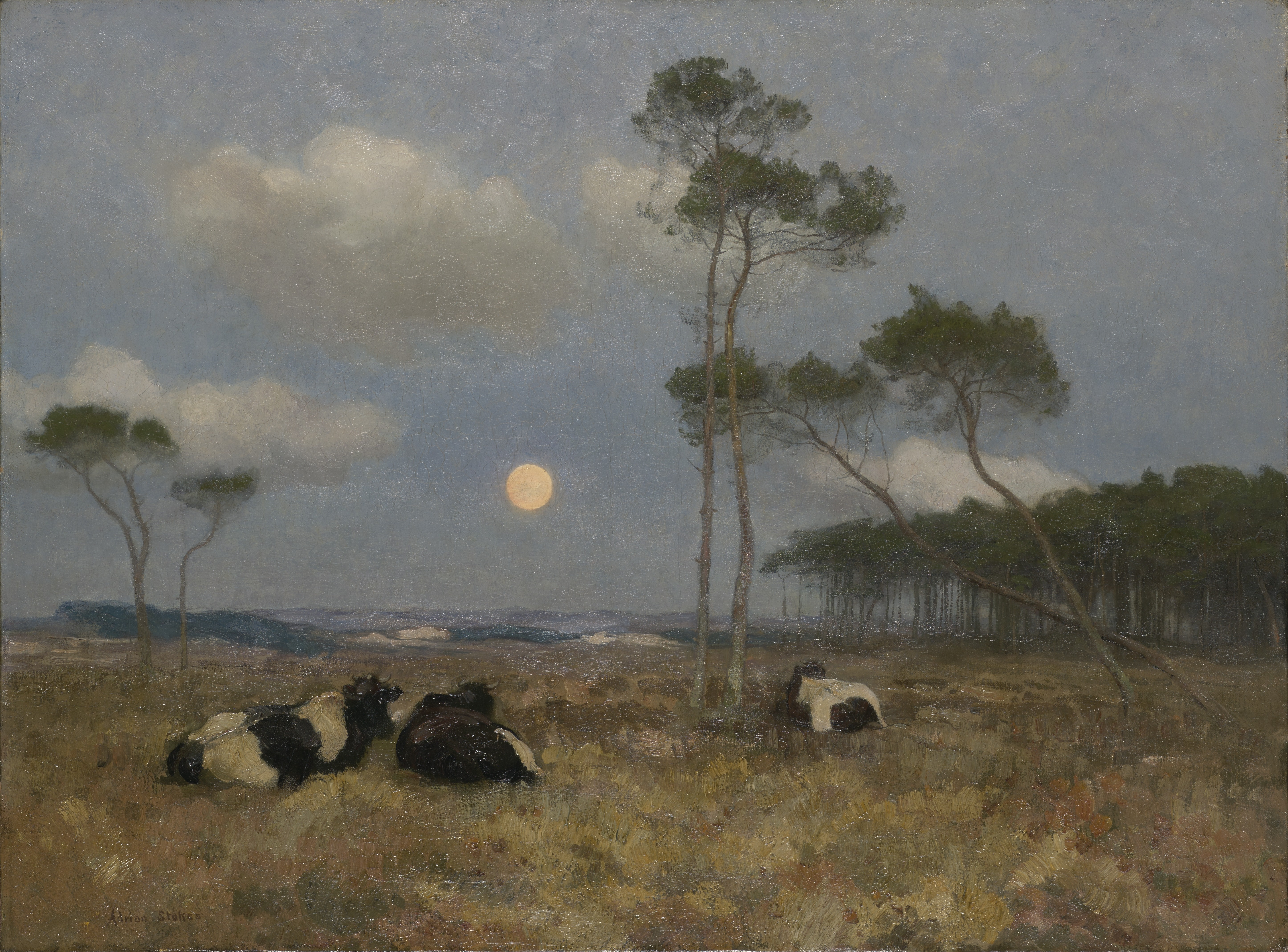
Восход луны над Зёйдерзе
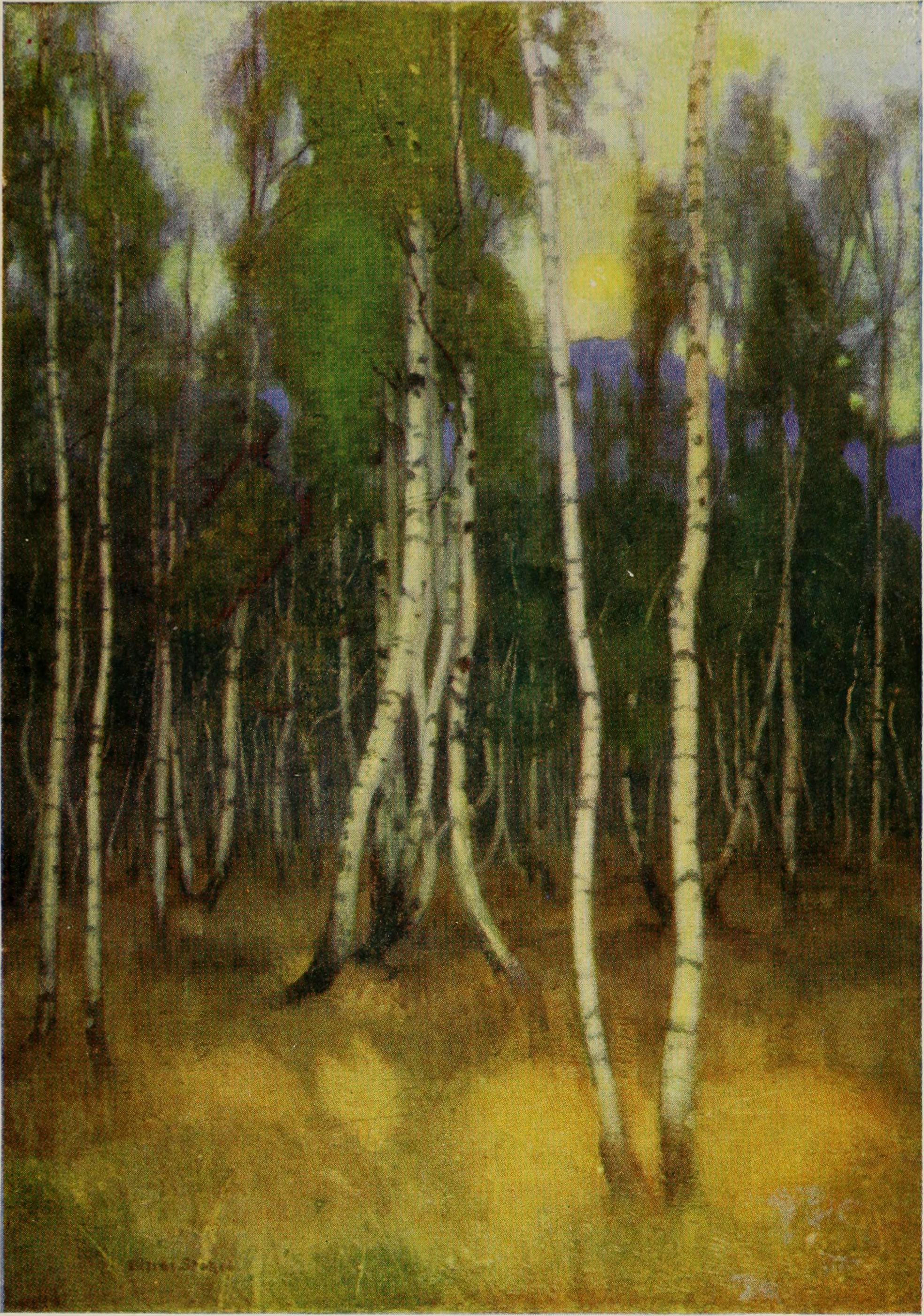
Березёвой лес.